# Papilio jacksoni
Papilio jacksoni is een vlinder uit de familie van de pages (Papilionidae). De wetenschappelijke naam van de soort is voor het eerst geldig gepubliceerd in 1891 door Emily Mary Bowdler Sharpe.